# Vovkove (okres Užhorod)
Vovkove, česky a slovensky také Volkovoje (ukrajinsky Вовкове, maďarsky Ungordas), je část obce Seredné, v územní komunitě Seredné, v okrese Užhorod v Zakarpatské oblasti Ukrajiny. V roce 2001 zde žilo 509 obyvatel.

## Historie
První písemná zmínka pochází z roku 1314. Do uzavření Trianonské smlouvy byla ves součástí Uherska, poté byla součástí Československa. Během druhé světové války, v období let 1939 až 1944, byla  součástí Maďarského království. Od roku 1945 byla součástí Ukrajinské sovětské socialistické republiky, která byla součástí Sovětského svazu; nakonec od roku 1991 je součástí samostatné Ukrajiny.